# Óscar Agudelo
Luis Óscar Agudelo Márquez (Herveo, Tolima, 23 de septiembre de 1932 – Bogotá, 16 de diciembre de 2023) fue un cantante de boleros y tangos colombiano, considerado uno de los intérpretes más reconocidos de estos géneros en el país. Entre sus canciones más destacadas se encuentran La cama vacía, Desde que te marchaste, El redentor, Cuando miran tus ojos, No me digan cobarde, Quisiera amarte menos, Rosas de otoño y Esos tus ojos negros.

## Biografía
Nació en Herveo, Tolima, el 23 de septiembre de 1932. Desde los ocho años se involucró en el mundo de la música, cantando en la parroquia de la población de Padua, en el mismo departamento, donde también fue monaguillo. A los once años se presentó ante un grupo de sastres en Armero, iniciando así un recorrido artístico por varios municipios, mientras aprendía el oficio de la sastrería.
Tras finalizar el bachillerato en Ibagué, residió en Girardot, donde trabajó en un almacén y ganó su primer concurso radial de aficionados. Posteriormente, se formó como cantante en Pereira y Medellín, acompañado por los maestros Jesús Sánchez Lema, José Edilson Sánchez y Farley Motato, hijo del compositor Israel Motato.
En 1953 comenzó su carrera profesional, enfocándose en el bolero y el tango. A finales de los años 1950, logró reconocimiento en países del sur del continente como Argentina, Perú y Uruguay, y más tarde en Centroamérica y Norteamérica. A lo largo de su carrera grabó 36 LP, 13 CD y un DVD. Algunas de sus interpretaciones más populares incluyen La cama vacía, Desde que te marchaste y China hereje.
El 15 de mayo de 2011 recibió un homenaje en Ibagué, junto a artistas como Darío Gómez y El Charrito Negro, con la presencia de la Organización Sayco Acinpro. Participó también en el Festival de Verano de Bogotá, en homenaje a Helenita Vargas.
En 2013 se presentó en el Club de Suboficiales de la Policía en Bogotá. En 2014 fue imitado por un participante en la tercera temporada del programa Yo me llamo de Caracol Televisión, y luego invitado a una de las presentaciones del concursante. Ese mismo año se presentó en la Casa Museo Musical del Quindío en Armenia (24 de abril), y en el Festival Cultural de Rodamonte en Cogua (28 de abril), donde recibió una placa conmemorativa.
El 18 de septiembre de 2016 fue homenajeado en Medellín por el Congreso de la República de Colombia, la Cámara de Representantes y el Consejo de la Orden de la Democracia "Simón Bolívar", que le otorgó la condecoración "Orden de la Democracia Simón Bolívar", en el grado de Cruz Oficial.
Falleció el 16 de diciembre de 2023 en Bogotá, a los 91 años, tras padecer párkinson y Alzhéimer.

## Canciones destacadas
- La cama vacía
- China hereje
- El redentor
- Quisiera amarte menos
- Vamos jugando iguales
- Desde que te marchaste (de Olimpo Cárdenas)
- No me digan cobarde
- Cosas viejas
- Esos tus ojos negros
- Cuando miran tus ojos (vals de Charlo y Enrique Cadícamo)
- Aquel viejo amor

## Discografía
- Interpreta sus mejores canciones (1980)
- Los 30 mejores (1996)

## Reconocimientos
- Orden de la Democracia Simón Bolívar en el grado de Cruz Oficial (2016)